# Umberto Coldagelli
Umberto Coldagelli (Scheggia, 29 luglio 1931 – Roma, 5 maggio 2022) è stato uno storico italiano.

## Biografia
Legato al gruppo operaista romano di Mario Tronti, collaborò alle riviste "Quaderni rossi", "Classe operaia", "Contropiano", "Laboratorio politico". Entrò nel 1963 alla Camera dei deputati dove svolse una lunga carriera di funzionario. Parallelamente coltivò studi di storia, con un'attenzione particolare alla figura di Alexis de Tocqueville, di cui curò il Viaggio in America: 1831-1832 (Milano, Feltrinelli, 1990), gli Scritti, note e discorsi politici: 1839-1852 (Torino, Bollati Boringhieri, 1994), i Viaggi (Torino, Bollati Boringhieri, 1997). Curò anche l'edizione in due volumi dei Discorsi parlamentari di Palmiro Togliatti (Roma, Camera dei deputati, 1984).

## Opere principali
- Tocqueville e la crisi europea, Napoli, Istituto Suor Orsola Benincasa, 1994
- Vita di Tocqueville (1805-1859): la democrazia tra storia e politica, Roma, Donzelli, 2005
- La quinta Repubblica da De Gaulle a Sarkozy: l'evoluzione di un sistema presidenziale extra-costituzionale, Roma, Donzelli, 2009
- Macron: il sogno di una nuova Grandeur tra ambiguità e speranze, Roma, Donzelli, 2019